# 西部石油
西部石油株式会社（せいぶせきゆ、英文社名 Seibu Oil Company Limited ）は、出光興産グループの石油精製会社である。
山口県山陽小野田市に山口製油所（原油処理能力:120,000バレル/日）を保有し、ガソリンなどの燃料油やベンゼンなどの石油化学製品を精製して関連会社の出光興産、並びにコンビナートを形成するUBE（旧・宇部興産）、中国電力、KHネオケムなどへ出荷している。

## 歴史
- 1962年（昭和37年）6月25日 - 西部石油株式会社を設立。
- 1967年（昭和42年）12月 - シェル石油と資本提携。
- 1969年（昭和44年）11月 - 山口製油所が操業を開始。
- 2004年（平成16年）2月 - 宇部興産が保有する当社株式の一部を昭和シェル石油へ譲渡。宇部興産の出資比率が24.5%から11.0%へ低下し、同社の関連会社から外れる。
- 2019年（令和元年）7月 - 昭和シェル石油が保有する株式が出光興産に引き継がれる。
- 2024年（令和6年）春 - 山口製油所が操業を停止予定。

## 著名な在籍者
- 河村建夫 ‐ 第76代内閣官房長官
- 岸信和（元会長） ‐ 第56代内閣総理大臣岸信介の長男、衆議院議員岸信夫の養父、宇部興産から転入。

## 関係会社
- 西部エンジニアリング株式会社
- 西部海運株式会社
- 西部曳船株式会社
- 西部マリン・サービス株式会社